# Норт Мертл Бич (Јужна Каролина)
Норт Мертл Бич (енгл. North Myrtle Beach) град је у америчкој савезној држави Јужна Каролина.

## Демографија
По попису из 2010. године број становника је 13.752, што је 2.778 (25,3%) становника више него 2000. године.
| Група             | 2000.          | 2010.          |
| Белци             | 10.249 (93,4%) | 12.065 (87,7%) |
| Афроамериканци    | 253 (2,3%)     | 456 (3,3%)     |
| Азијати           | 70 (0,6%)      | 128 (0,9%)     |
| Хиспаноамериканци | 259 (2,4%)     | 871 (6,3%)     |
| Укупно            | 10.974         | 13.752         |